# Skenella
Genre
Synonymes
- sous-genre Eatoniopsis (Boogina) Thiele, 1913
- sous-genre Eatoniopsis (Pilitonia) Ponder & Yoo, 1981
- Eatoniopsis Thiele, 1912
- Rufodardanula Ponder, 1965
- sous-genre Skenella (Boogina) Thiele, 1913
- sous-genre Skenella (Rufodardanula) Ponder, 1965
- sous-genre Skenella (Skenella) Pfeffer, 1886[1]

Skenella est un genre de mollusques gastéropodes appartenant à la famille des Cingulopsidae. L'espèce-type est Skenella georgiana.

## Liste d'espèces
Selon World Register of Marine Species (29 septembre 2017) :
- Skenella castanea (Laseron, 1950)
- Skenella conica (Kay, 1979)
- Skenella edwardiensis (Watson, 1886)
- Skenella georgiana Pfeffer, 1886
- Skenella hallae Ponder & Worsfold, 1994
- Skenella paludinoides (E. A. Smith, 1902)
- Skenella pfefferi Suter, 1909
- Skenella ponderi (Kay, 1979)
- Skenella porcellana (Ponder & Yoo, 1981)
- Skenella sinapi (Watson, 1886)
- Skenella spadix (Ponder, 1965)
- Skenella translucida (Ponder & Yoo, 1981)
- Skenella umbilicata Ponder, 1983
- Skenella voorwindei (Ponder & Yoo, 1981)
- Skenella wareni Ponder & Worsfold, 1994
- Skenella westralis (Ponder & Yoo, 1981)